# Northrop

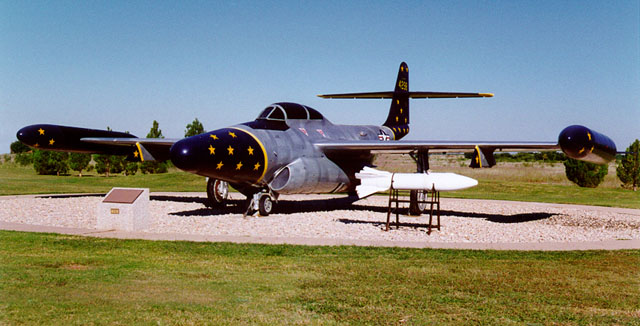
Stíhací letoun pro každé počasí Northrop F-89 Scorpion

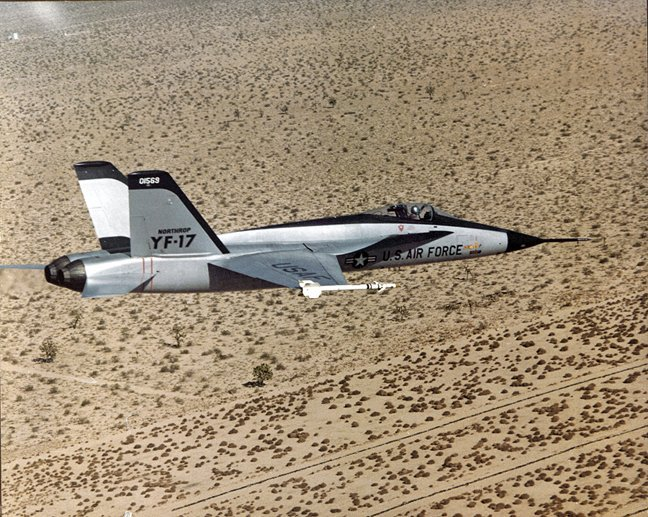
Stíhací letoun Northrop YF-17 Cobra

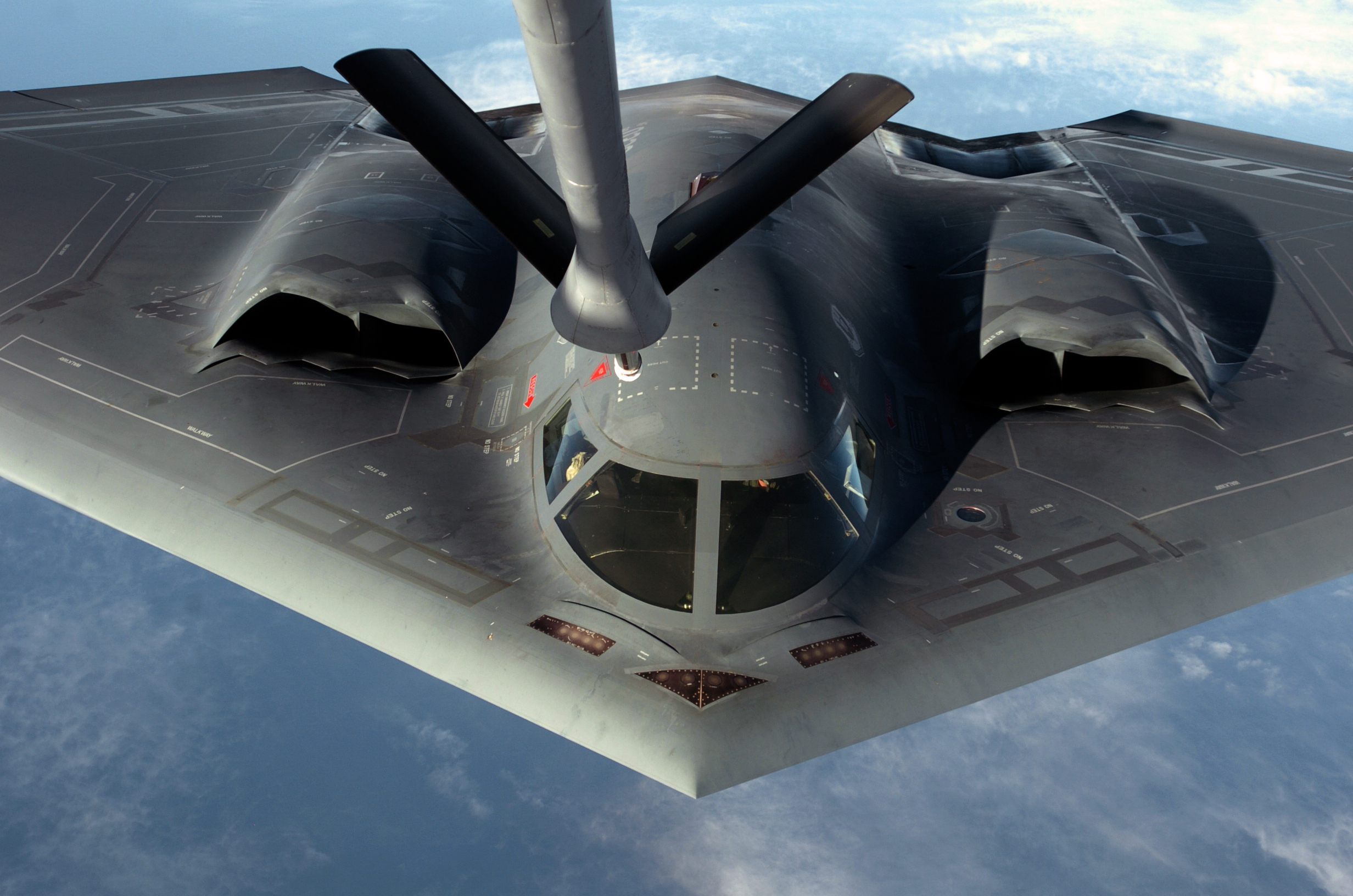
Bombardovací samokřídlo Northrop B-2 Spirit

Northrop Corporation byl americký výrobce letadel. Jejím zakladatelem byl Jack Northrop, který založil celkem tři výrobce letecké techniky. Prvním byla Avion Corporation, založená v roce 1927. Už v roce 1929 ji, jako svou pobočku Northrop Aviation Corporation, pohltil výrobce United Aircraft and Transport Corporation. V roce 1931 se mateřská společnost přesunula do státu Kansas.
Jack Northrop poté společně s Donaldem Douglasem založily novou firmu Northrop Corporation, sídlící v kalifornském El Segundo. Tato firma vytvořila několik poměrně úspěšných typů, například Northrop Gamma a Northrop Delta. Mateřská firma Douglas Aircraft však v roce 1937 firmu zrušila a přeměnila ve svou pobočku El Segundo.
Jack Northrop, který stále toužil po vlastní firmě, v roce 1939 založil novou firmu Northrop Corporation, sídlící v kalifornském Hawthornu. Spoluzakladatelem firmy byl Moye Stephens. Tato společnost nakonec přetrvala až do roku 1994.
Firma se dlouhodobě zabývala vývojem létajících křídel, jelikož Jack Northrop možnosti této koncepce zkoumal už od 30. let. Vznikla řada typů samokřídel, například pokusný Northrop N-1M, neortodoxní stíhací prototypy Northrop XP-79 Flying Ram a Northrop XP-56 Black Bullet a strategická bombardovací samokřídla Northrop YB-35 a Northrop YB-49. Skutečné sériové výroby se až o mnoho let později dočkalo samokřídlo, využívající technologii stealth, Northrop B-2 Spirit.
Konvenčně řešené typy byly úspěšnější. V druhé světové válce bojoval těžký noční stíhač Northrop P-61 Black Widow, ze kterého byl odvozen průzkumný letoun Northrop F-15/RF-61C. Na počátku 50. let se do služby dostal stíhací letoun pro operace za každého počasí Northrop F-89 Scorpion a v letech šedesátých byl ve velkých sériích vyráběn lehký stíhač Northrop F-5 Freedom Fighter. Z něj byla také odvozena úspěšná cvičná varianta Northrop T-38 Talon.
Slibný dvoumotorový stíhač Northrop YF-17 se neúspěšně střetl s typem General Dynamics F-16 Fighting Falcon v soutěži LWF na nový lehký stíhací letoun. Firma Northrop vyvinula i mezikontinentální řízenou střelu Snark.
Společnost se v roce 1994 sloučila s jiným americkým leteckým výrobcem Grumman, aby vytvořily společnost Northrop Grumman, která patří k největším výrobcům letecké techniky.